# Auxon-Dessus
Auxon-Dessus – miejscowość i dawna gmina we Francji, w regionie Burgundia-Franche-Comté, w departamencie Doubs. W 2008 roku liczba ludności wynosiła 1147 mieszkańców. 
W dniu 1 stycznia 2016 roku z połączenia dwóch ówczesnych gmin – Auxon-Dessous oraz Auxon-Dessus – utworzono nową gminę Les Auxons. Siedzibą gminy została miejscowość Auxon-Dessus. 